# Lycoriella
Lycoriella är ett släkte av tvåvingar som beskrevs av Frey 1942. Lycoriella ingår i familjen sorgmyggor.

## Dottertaxa tillLycoriella, i alfabetisk ordning[1][2]
- Lycoriella abbrevinervis
- Lycoriella aberrans
- Lycoriella abrevicaudata
- Lycoriella acerstyla
- Lycoriella acutostylia
- Lycoriella agraria
- Lycoriella aliena
- Lycoriella altaica
- Lycoriella anjiana
- Lycoriella antrocola
- Lycoriella approximatonervis
- Lycoriella auberti
- Lycoriella auripila
- Lycoriella baishanzuna
- Lycoriella bifasciculata
- Lycoriella bispinalis
- Lycoriella brevicaudata
- Lycoriella brevicubitalis
- Lycoriella brevipetiolata
- Lycoriella brevipila
- Lycoriella caesar
- Lycoriella castanescens
- Lycoriella caudulla
- Lycoriella cellaris
- Lycoriella chentejensis
- Lycoriella cochleata
- Lycoriella codonopsivora
- Lycoriella conspicua
- Lycoriella crassisetosa
- Lycoriella curvispinosa
- Lycoriella dearmata
- Lycoriella dipetala
- Lycoriella eflagellata
- Lycoriella epleuroti
- Lycoriella farri
- Lycoriella felix
- Lycoriella flavicornis
- Lycoriella flavipeda
- Lycoriella freyi
- Lycoriella fuscorubroides
- Lycoriella gigastyla
- Lycoriella glacialis
- Lycoriella globiceps
- Lycoriella grandis
- Lycoriella haipleuroti
- Lycoriella heydeni
- Lycoriella hiemalis
- Lycoriella honesta
- Lycoriella hoyti
- Lycoriella hypacantha
- Lycoriella inconspicua
- Lycoriella inflata
- Lycoriella ingenua
- Lycoriella isoacantha
- Lycoriella janetscheki
- Lycoriella jauva
- Lycoriella jingpleuroti
- Lycoriella jipleuroti
- Lycoriella kumasiensis
- Lycoriella laevigata
- Lycoriella lagenaria
- Lycoriella latilobata
- Lycoriella latistyla
- Lycoriella longihamata
- Lycoriella longirostris
- Lycoriella longisetae
- Lycoriella longispina
- Lycoriella longwangshana
- Lycoriella lundstromi
- Lycoriella micria
- Lycoriella minutula
- Lycoriella modesta
- Lycoriella multiseta
- Lycoriella neimongolana
- Lycoriella nudata
- Lycoriella olschwangi
- Lycoriella orthacantha
- Lycoriella pallidior
- Lycoriella parva
- Lycoriella pentamera
- Lycoriella permutata
- Lycoriella pleuroti
- Lycoriella polaris
- Lycoriella polychaeta
- Lycoriella postconspicua
- Lycoriella proconspicua
- Lycoriella pseudolongihamata
- Lycoriella quadriseta
- Lycoriella riparia
- Lycoriella rubustispina
- Lycoriella sativae
- Lycoriella secundaria
- Lycoriella similans
- Lycoriella similis
- Lycoriella solispina
- Lycoriella solita
- Lycoriella sordida
- Lycoriella speciosissima
- Lycoriella strangulata
- Lycoriella stylata
- Lycoriella subcochleata
- Lycoriella suboptica
- Lycoriella subpermutata
- Lycoriella subterranea
- Lycoriella tetramera
- Lycoriella thuringiensis
- Lycoriella tibetana
- Lycoriella trifolii
- Lycoriella truncata
- Lycoriella tuomikoskii
- Lycoriella venosa
- Lycoriella ventrosa
- Lycoriella vitticollis
- Lycoriella wuhongi
- Lycoriella yunpleuroti